# Аксу (Карачаево-Черкесия)
Аксу́ (от карач.-балк. Акъ суу — «белая вода») — посёлок в Малокарачаевском районе Карачаево-Черкесской Республики.
Входит в состав муниципального образования Краснокурганское сельское поселение.

## География
Посёлок расположен на наклонном плато к северу от Боргустанского хребта. Административный центр сельского поселения, село Красный Курган, находится, таким образом, юго-восточнее посёлка — к югу от хребта, в долине реки Подкумок (расстояние по дороге — 11 км). В районе Аксу берёт начало один из правых притоков реки Малая Бугунта, которая, соединившись к северо-востоку от Аксу с Большой Бугунтой, составляет реку Бугунту. Северо-западнее посёлка находятся истоки Малой Бугунты, а также, в балке Камышовка, истоки одного из правых притоков Большой Бугунты.
К северу и востоку от Аксу проходит административная граница Карачаево-Черкесии со Ставропольским краем. Восточнее Аксу ближайшим населённым пунктом является посёлок Боргустанские Горы, севернее, в долине Большой Бугунты — станица Боргустанская. Посёлок расположен в степной зоне, небольшая растительность имеется лишь по долинам рек. Ранее в окрестностях посёлка (в степи и по долинам рек) располагалось несколько овцетоварных ферм с силосными ямами, в северной части посёлка имелись молочно-товарная ферма и склад горючего.

## История
Предшественником посёлка Аксу в 1930-х и начале 1940-х годов был отдельный конезавод. В тот же период на месте нынешнего посёлка Боргустанские Горы существовало пригородное хозяйство НКВД.
В 1972 году Указом Президиума ВС РСФСР посёлок сельхозучастка № 2 конезавода № 168 был переименован в Аксу.
В 2014 году в связи с аварийным состоянием жилых домов жители посёлков Аксу и Коммунстрой, входящих в Краснокурганское сельское поселение, были переселены в новое жильё (по некоторым данным, число переселённых составило 360 человек и 115 семей).

## Население
| 2002 | 2010 | 2021 |
| ---- | ---- | ---- |
| 55   | ↘37  | ↘0   |

По состоянию на 1985 год население посёлка могло составлять до 330 человек.
Согласно переписи 2002 года, в посёлке проживало 23 мужчины и 32 женщины, доля карачаевцев составляла 93 %.
Национальный состав по данным переписи 2010 года:
- карачаевцы — 32 чел. (86,5 %),
- русские — 5 чел. (13,5 %).

## Улицы
В посёлке всего одна улица — Центральная.